# Bryan Beeson
Bryan Beeson (* 26. Juli 1960 in Northumberland) ist ein ehemaliger englischer Squashspieler.

## Karriere
Bryan Beeson war in den 1980er-Jahren und Anfang der 1990er-Jahre als Squashspieler aktiv und erreichte im Juli 1990 mit Rang elf seine höchste Platzierung in der Weltrangliste.
Mit der englischen Nationalmannschaft nahm er 1987 und 1989 an der Weltmeisterschaft teil. Beide Male schloss die Mannschaft das Turnier auf dem dritten Platz ab. Bei Europameisterschaften gewann er mit der Nationalmannschaft von 1985 bis 1990 sechsmal in Folge den Titel.
Zwischen 1986 und 1992 stand Bryan Beeson sechsmal im Hauptfeld der Einzelweltmeisterschaft. Sein bestes Abschneiden war dabei das Erreichen des Viertelfinals 1989. Er unterlag Jansher Khan klar in drei Sätzen. 1986 gewann er die britische Meisterschaft.

## Erfolge
- Europameister mit der Mannschaft: 6 Titel (1985–1990)
- Britischer Meister: 1986